# Лажани (Словаччина)
Лажани (словац. Lažany) — село в Словаччині, Пряшівському окрузі Пряшівського краю. Розташоване в північній частині східної Словаччини, у Шариській височині в долині потока Мала Свинка.
Уперше згадується у 1320 році.
У селі є римо-католицький костел з 1887 року в стилі неокласицизму.

## Населення
| Рік:            | 1994. | 2004.    | 2014.    | 2024.   |
| --------------- | ----- | -------- | -------- | ------- |
| Кількість осіб: | 130   | 151      | 178      | 161     |
| Різниця:        |       | +16,15 % | +17,88 % | -9,55 % |

| Рік:            | 2023. | 2024.   |
| --------------- | ----- | ------- |
| Кількість осіб: | 166   | 161     |
| Різниця:        |       | -3,01 % |

У селі проживає 186 осіб.